# یونکرس آ۵۰
یونکرس آ۵۰ (به انگلیسی: Junkers A50) یک هواگرد ساختِ کارخانهٔ یونکرس در کشور آلمان است. این هواگرد برای نخستین بار در ۱۳ فوریه ۱۹۲۹ میلادی مورد استفاده قرار گرفت.